# 鈴木貴彦
鈴木 貴彦（すずき たかひこ、1980年10月26日 - ）は、NHKのアナウンサー。

## 人物
東京都練馬区出身。東京都立西高等学校、文教大学教育学部卒業後、2003年（平成15年）4月入局。

## 嗜好・挿話
- 北海道函館への異動は本人の希望によるもので[3]函館、札幌、釧路と北海道に8年間勤務。北海道のほか東北地方などを加えると、地方勤務が17年間続いた。
- 趣味はクローズアップマジック、心理分析など[4]。
- 秋田放送局では、地上デジタル放送推進大使を務めた[5]。
- 総合テレビで放送されている報道番組のニュース内で、AI音声によるニュース読みの声の主を担当している。

## 担当番組
太字は、担当出演中。

### 甲府放送局時代（2003年6月 - 2008年7月）
- newsまるごと山梨（2006年度・2007年度）
- 山梨県のニュース・中継・リポート
- 民謡をたずねて（山梨県・甲府市、司会・2004年5月23日、5月30日、6月6日）
- 地球だい好き 環境新時代 甲府発復活古民家の心（司会・2005年5月21日、5月24日、7月9日、7月12日、7月17日）

### 秋田放送局時代（2008年8月 - 2012年7月）
- ニュースこまち（2010年3月23日 - 2011年12月28日）
- 秋田県のニュース
- ニュース845あきた
- 第9回　冬・北国からのコンサート（司会・2010年2月27日）
- あきた☆よる金
- AKITA　アニソン大運動会（2010年12月31日)

### 函館放送局時代（2012年8月 - 2014年7月）
- ネットワークニュース北海道（道南バージョン・不定期）
- 北海道道南のニュース
- うまいッ!（2012年9月16日、2014年7月27日）
- もぎたて!北海道 -2012年12月号『まもなく100周年!函館市殿の魅力』（2012年12月5日）
- NHKジャーナル（2012年12月10日）
- あさイチ　
  - 『JAPAなび 北海道・函館』（2012年12月14日）　
  - 『JAPAなび　函館と大沼＆ピカピカ日本総集編』（2013年12月25日）
- ひるブラ（2013年10月7日、10月8日）
- 高専ロボコン2013『北海道地区大会』（2013年12月10日）

### 札幌放送局時代（2014年8月 - 2018年7月）
- 北海道のニュース
- うまいッ!（2014年11月30日、2015年12月13日、2017年5月28日)
- あさイチ『JAPAなび 北海道・十勝』（2014年12月18日）
- ひるブラ（2015年4月28日、29日、8月4日、2016年5月30日）
- にっぽんプレミアム『二都物語　とっておき札幌・福岡　投稿ありがとう！SP』（2015年12月13日）
- インタビュー ここから（2017年4月29日、｢元プロボクシング世界王者　内藤大助｣回）
- 2016年4月の熊本地震では、熊本放送局に応援で派遣され、災害報道を中心にローカルニュースを担当した。
- ほっとニュース北海道（不定期・キャスター代行など）
- 北海道まるごとラジオ

### 釧路放送局時代（2018年8月 - 2020年8月）
- ほっとニュース北海道 釧路
- さわやか自然百景（不定期・ナレーション）
- 北海道道東のニュース・中継・リポート
- NHKニュースおはよう日本（代理キャスター：4:30 - 6:00）（2019年8月13日 - 16日）[6]
- 2019年10月の令和元年東日本台風では、宇都宮放送局に応援で派遣され、災害報道を中心にローカルニュースを担当した。[7]

### 東京アナウンス室時代（2020年9月 - 2022年7月）
- NHKきょうのニュース（ラジオ第1）キャスター（土曜・日曜・祝日、2020年9月5日 - 12月13日）
- NHKニュース - ラジオ正午ニュース キャスター （ラジオ第1）（土曜、日曜、祝日）（2020年9月5日 - 12月13日）
- NHKニュース - ラジオニュース（水曜夜 - 木曜朝、土曜・日曜午後担当）（2020年9月5日 - 2021年3月25日）
- 首都圏ネットワーク - リポーター・ニュースリーダー（2020年9月18日 - 2022年7月22日）
- 新潟県のニュース（応援要員・2020年12月）
- 新潟ニュース845（応援要員・2020年12月）
- ラジオ深夜便『ラジオ文芸館』朗読（2021年5月31日）
- 山梨県のニュース（勤務経験のある初任地の甲府放送局の応援要員・2022年4月13日、4月14日、4月15日、6月22日、6月23日）

### 金沢放送局時代（2022年8月 - ）
- 石川県のニュース・中継・リポート
- かがのと - リポーター・ニュースリーダー（松岡忠幸・浅野達朗のキャスター代行）
- おはようかがのと
- おはよう北陸
- ウイークエンド中部 - 北陸7Daysコーナー・キャスター （2023年3月25日 - 、2023年9月以降は浅野達朗のキャスター不定期代行））
- ニュースいしかわ645（現・newsかがのと）（不定期）
- あさイチ - 北陸地域中継リポーター（2023年4月27日 - ） [8][9]
- 緊急報道（金沢放送局発）
- 「生中継 きょう延伸 つながる!北陸新幹線」（リポーター：2024年3月16日[10]）